# خی ورهوفستات
خی ورهوفستات  (هلندی: Guy Verhofstadt؛ زاده ۱۱ آوریل ۱۹۵۳) یک سیاست‌مدار اهل بلژیک است. وی بین سال‌های ۱۹۹۹ تا ۲۰۰۸ نخست وزیر بلژیک بود.